# Premio Princesa de Asturias de Comunicación y Humanidades
Los Premios Princesa de Asturias de Comunicación y Humanidades (Premios Príncipe de Asturias de Comunicación y Humanidades hasta 2014) son concedidos, desde 1981, a la persona, grupo de personas o institución cuya labor creadora o de investigación represente una aportación relevante a la cultura universal en esos campos.

## Lista de galardonados
| Año     | Premiado                                      | Actividad                                                            | Nacionalidad     |
| ------- | --------------------------------------------- | -------------------------------------------------------------------- | ---------------- |
| 1981    | María Zambrano                                | Filósofa y ensayista                                                 | España           |
| 1982    | Mario Bunge                                   | Físico, filósofo y epistemólogo                                      | Argentina Canadá |
| 1983    | Diario El País                                | Periódico                                                            | España           |
| 1984    | Claudio Sánchez-Albornoz                      | Historiador y político                                               | España           |
| 1985    | José Ferrater Mora                            | Filósofo, ensayista y escritor                                       | España           |
| 1986    | O Globo                                       | Grupo de comunicación                                                | Brasil           |
| 1987    | Diario El Tiempo                              | Periódico (publicación)                                              | Colombia         |
| 1987    | Diario El Espectador                          | Periódico (publicación)                                              | Colombia         |
| 1988    | Horacio Sáenz Guerrero                        | Periodista                                                           | España           |
| 1989    | Pedro Laín Entralgo                           | Médico, escritor e historiador de la Medicina                        | España           |
| 1989    | Fondo de Cultura Económica                    | Editorial                                                            | México           |
| 1990    | Universidad Centroamericana José Simeón Cañas | Centro de educación superior                                         | El Salvador      |
| 1991    | Luis María Anson                              | Periodista y escritor                                                | España           |
| 1992    | Emilio García Gómez                           | Arabista y traductor                                                 | España           |
| 1993    | Revista Vuelta, de Octavio Paz                | Revista                                                              | México           |
| 1994    | Misiones Españolas en Ruanda y Burundi        | Misiones humanitarias                                                | España           |
| 1995    | Agencia EFE                                   | Agencia de información                                               | España           |
| 1995    | José Luis López Aranguren                     | Filósofo y ensayista                                                 | España           |
| 1996    | Indro Montanelli                              | Periodista y escritor                                                | Italia           |
| 1996    | Julián Marías                                 | Filósofo y ensayista                                                 | España           |
| 1997    | Václav Havel                                  | Político, escritor y dramaturgo                                      | República Checa  |
| 1997    | CNN                                           | Cadena de televisión                                                 | Estados Unidos   |
| 1998    | Reinhard Mohn                                 | Empresario y editor                                                  | Alemania         |
| 1999    | Instituto Caro y Cuervo                       | Centro de estudios superiores en literatura, filología y lingüística | Colombia         |
| 2000    | Umberto Eco                                   | Escritor y filósofo                                                  | Italia           |
| 2001    | George Steiner                                | Escritor, filósofo y crítico literario                               | Francia          |
| 2002    | Hans Magnus Enzensberger                      | Poeta y ensayista                                                    | Alemania         |
| 2003    | Ryszard Kapuściński                           | Periodista y ensayista                                               | Polonia          |
| 2003    | Gustavo Gutiérrez Merino                      | Filósofo y teólogo                                                   | Perú             |
| 2004    | Jean Daniel                                   | Periodista                                                           | Francia          |
| 2005    | Instituto Goethe                              | Institutos culturales europeos                                       | Alemania         |
| 2005    | Instituto Cervantes                           | Institutos culturales europeos                                       | España           |
| 2005    | Instituto Camões                              | Institutos culturales europeos                                       | Portugal         |
| 2005    | Alliance française                            | Institutos culturales europeos                                       | Francia          |
| 2005    | Sociedad Dante Alighieri                      | Institutos culturales europeos                                       | Italia           |
| 2005    | British Council                               | Institutos culturales europeos                                       | Reino Unido      |
| 2006    | National Geographic Society                   | Sociedad de geografía                                                | Estados Unidos   |
| 2007    | Revista Nature                                | Revista científica                                                   | Reino Unido      |
| 2007    | Revista Science                               | Revista científica                                                   | Estados Unidos   |
| 2008    | Google                                        | Motor de búsqueda                                                    | Estados Unidos   |
| 2009    | Universidad Nacional Autónoma de México       | Centro de educación superior                                         | México           |
| 2010[1] | Zygmunt Bauman                                | Sociólogo                                                            | Polonia          |
| 2010[1] | Alain Touraine                                | Sociólogo                                                            | Francia          |
| 2011    | Royal Society                                 | Comunidad científica más antigua del mundo                           | Reino Unido      |
| 2012[2] | Shigeru Miyamoto                              | Diseñador y productor de videojuegos                                 | Japón            |
| 2013[3] | Annie Leibovitz                               | Fotógrafa                                                            | Estados Unidos   |
| 2014[4] | Joaquín Salvador Lavado Tejón, "Quino"        | Dibujante                                                            | Argentina        |
| 2015    | Emilio Lledó                                  | Filósofo                                                             | España           |
| 2016    | James Nachtwey                                | Fotógrafo de guerra                                                  | Estados Unidos   |
| 2017    | Les Luthiers                                  | Músicos y humoristas                                                 | Argentina        |
| 2018[5] | Alma Guillermoprieto                          | Periodista                                                           | México           |
| 2019[6] | Museo del Prado                               | Museo                                                                | España           |
| 2020    | Feria Internacional del Libro de Guadalajara  | Feria del libro                                                      | México           |
| 2020    | Hay Festival                                  | Feria del libro                                                      | Reino Unido      |
| 2021[7] | Gloria Steinem                                | Periodista y escritora                                               | Estados Unidos   |
| 2022    | Adam Michnik                                  | Periodista y escritor                                                | Polonia          |
| 2023    | Nuccio Ordine                                 | Filósofo y escritor                                                  | Italia           |
| 2024    | Marjane Satrapi                               | Historietista, pintora y directora de cine                           | Irán Francia     |
| 2025    | Byung-Chul Han                                | Filósofo                                                             | Corea del Sur    |

## Galardonados por país
| País            | Número de galardonados |
| --------------- | ---------------------- |
| España          | 14                     |
| Estados Unidos  | 7                      |
| México          | 5                      |
| Francia         | 5                      |
| Italia          | 4                      |
| Reino Unido     | 4                      |
| Alemania        | 3                      |
| Argentina       | 3                      |
| Polonia         | 3                      |
| Colombia        | 2                      |
| Brasil          | 1                      |
| El Salvador     | 1                      |
| Japón           | 1                      |
| Perú            | 1                      |
| Portugal        | 1                      |
| República Checa | 1                      |
| Irán            | 1                      |
| Corea del Sur   | 1                      |